# 레오니다스 1세
레오니다스 1세(그리스어: Λεωνίδας Α')는 고대 그리스어로 ‘사자의 아들’이란 뜻으로, 아길라드 왕조 출신의 제17대 스파르타 국왕이자 헤라클레스의 후예로 추앙받던 아낙산드리다스 2세의 아들 가운데 한 사람이다. 레오니다스의 출생 날짜나 어린 시절에 관해서는 알려진 바가 거의 없으며, 기원전 480년 8월 테르모필레 전투에서 전사했다는 것만이 그의 유일하게 확인된 기록이다. 스파르타 연구자이자 역사가인 Paul Cartledge는 레오니다스의 출생 날짜를 기원전 540년으로 좁혔다. 만약 그의 가정이 맞다고 추론한다면 레오니다스는 기원전 540년 어느 날에 태어났을 것이다.
기원전 489년 또는 기원전 488년경 레오니다스는 자신의 배다른 형제인 클레오메네스 1세의 뒤를 이어 스파르타의 왕이 되었다. 동시에 그는 클레오메네스의 딸인 고르고와 결혼하였다. 그가 테르모필레 전투에서 보여준 용맹함으로 그의 이름은 유명해져 후세에까지 영웅으로 추앙받게 된다.

## 테르모필레 전투

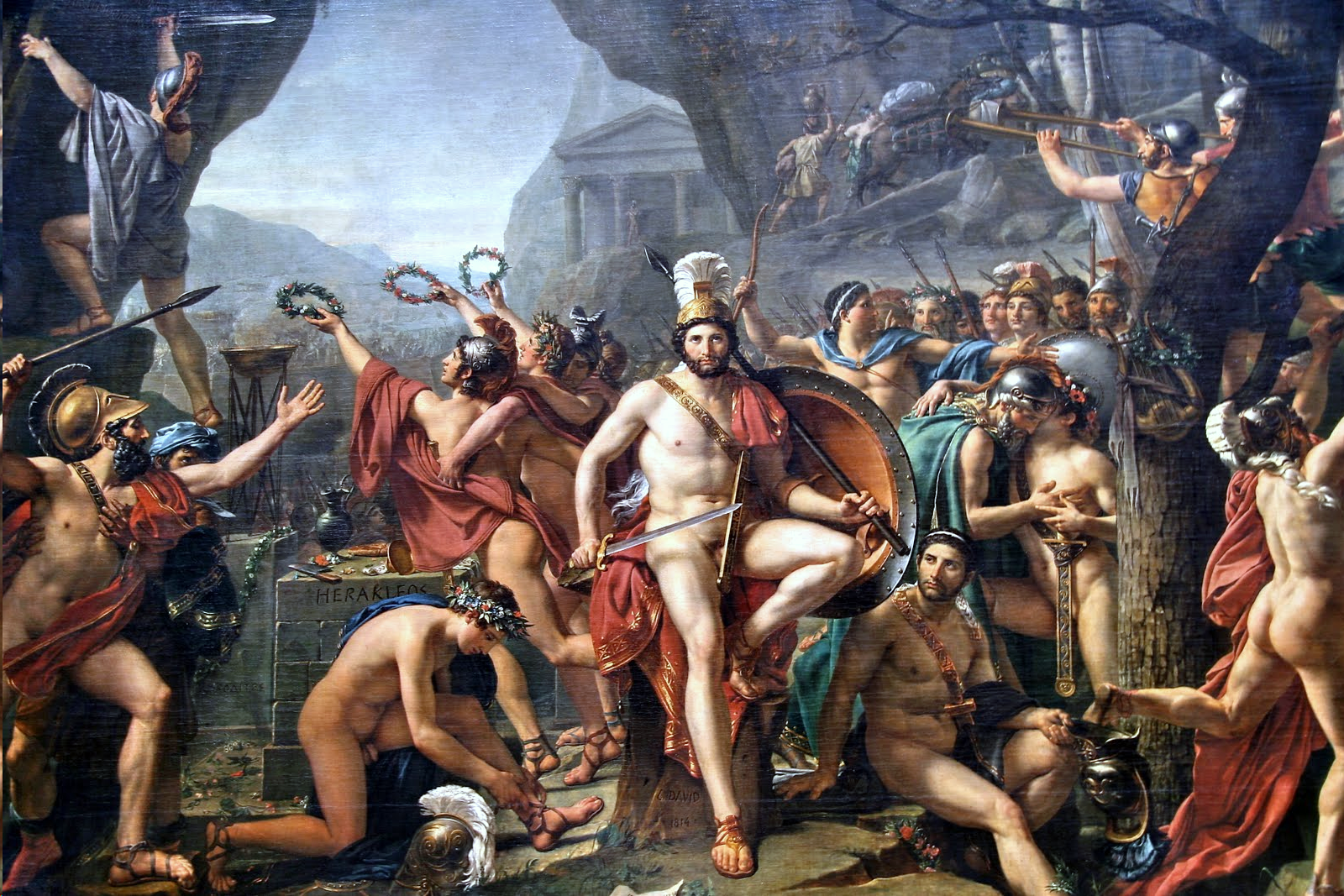
테르모필레 전투에서의 레오니다스 1세
다비드 (1814)

기원전 480년 페르시아 제국의 크세르크세스 1세가 직접 대군을 이끌고 그리스 본토를 침공하자 레오니다스는 뒤를 이을 아들 후손이 있는 300명의 최정예 스파르타 병사를 이끌고 테르모필레 협곡에서 방어전을 폈다.
그는 다른 그리스 연합군 7,000여 명과 함께 페르시아의 대군을 맞아 2일 동안 페르시아 군에게 엄청난 손실을 주면서 방어했으나 한 그리스인 배신자 에피알테스가 페르시아에게 테르모필레를 우회하는 샛길을 알려주었고 이를 우회한 페르시아 정예부대에 맞서 다른 그리스와 노예병들을 모두 남쪽으로 후퇴시키고 자신과 스파르타의 300명의 용사만 남아 장렬히 전사했다(스파르타인 300명, 테베 400명, 모 국가 700명).
이 이야기는 수많은 유럽문화권의 영웅이야기의 모범이 되었고 스파르타의 용맹성을 후세에 알렸다.

## 같이 보기
- 300 (2007년 3월 개봉)
- 300: 제국의 부활 (2014년 3월 개봉)